# Hongi Hika

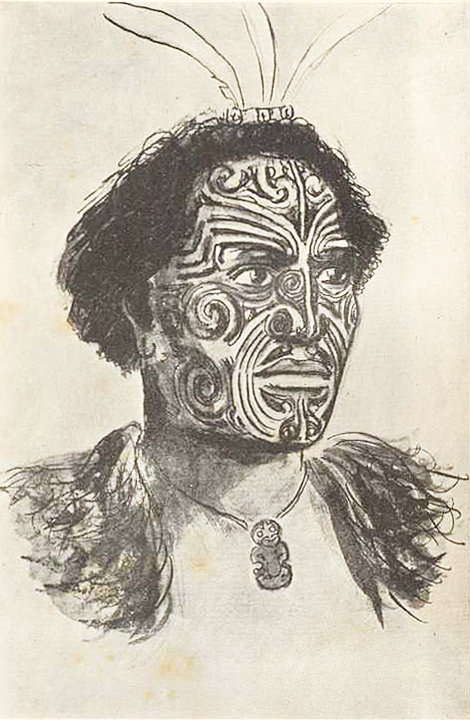
Hongi Hika (1820)

Hongi Hika (* 1772 in Kaikohe, Far North District, Neuseeland; † 6. März 1828 in Whangaroa, Northland, Neuseeland) war einflussreicher Māori-Chief des Ngāpuhi-Iwi und der wohl bekannteste Kriegsführer zu Zeiten der neuseeländischen Musketenkriege.

## Leben und Wirken
Über das Geburtsjahr von Hongi Hika werden je nach Quelle unterschiedliche Angaben gemacht. Nach neuesten Veröffentlichungen ist wohl 1772 als sein Geburtsjahr anzunehmen. Hongi Hika wurde nahe Kaikohe als dritter Sohn von Te Hotete und seiner zweiten Frau Tuhi Kura geboren und gehörte zum Iwi der Ngāpuhi.
Als junger Mann kämpfte er in vielen Kriegen gegen die langjährigen Erzfeinde seines Stammes, die Ngāti Whatua. In dem Kampf im Jahr 1807 um Moremonui, am Maunganui Bluff, sollen zwischen den Stämmen erstmals Musketen eingesetzt worden sein. Die Ngāpuhi waren trotz der Schusswaffen unterlegen, da das Nachladen der Flinten zu lange dauerte und sie deshalb überrannt wurden. Der Māori-Chief Pokia, der den Krieg wegen Hongi Hikas Schwester Ka-raru – sie hatte jemanden vom Stamm der Ngāti Whatua genommen – begonnen hatte und ein Verwandter von ihm war, sowie zwei von Hongi Hikas Brüder und viele andere seines Stammes wurden niedergemetzelt. Hongi Hika selbst überlebte nur knapp, in dem er sich in die Sümpfe flüchteten konnte. Nach diesem Kampf wurde er zum Kriegsführer seines Stammes ernannt. Er war Chief von 17 Siedlungen, lebte aber hauptsächlich in Kerikeri. Nachdem im Jahr 1815 sein ältester Bruder Kaingaroa gestorben war, wurde er zum unangefochtenen Stammesführer.
Hongi Hika, der um Handel treiben zu können unablässig Kontakte zu Europäern suchte, reiste 1814 mit dem frisch angekommenen Missionar Thomas Kendall nach Sydney, um mit Samuel Marsden von der Church Mission Society (CMS) über eine Missionsstation in der Bay of Islands zu verhandeln. Er stellte die Station mit den Missionaren Kendall, Hall und King unter seinen persönlichen Schutz und wusste, dass der Ruf eines sicheren und friedfertigen Ortes weitere Europäer für den Handel mit Nahrungsmittel, Rohstoffen und europäischer Technologie in die Gegend bringen würde. Weitere Missionen folgten 1822 in Kerikeri und 1830 in Waimate North. Hongi Hika war vor allem aber auch an den modernen Waffen der Europäer, wie den Steinschloss-Musketen interessiert, versprachen sie doch im Kampf gegen seine Feinde Vorteile gegenüber der herkömmlichen Māori-Waffentechnik.

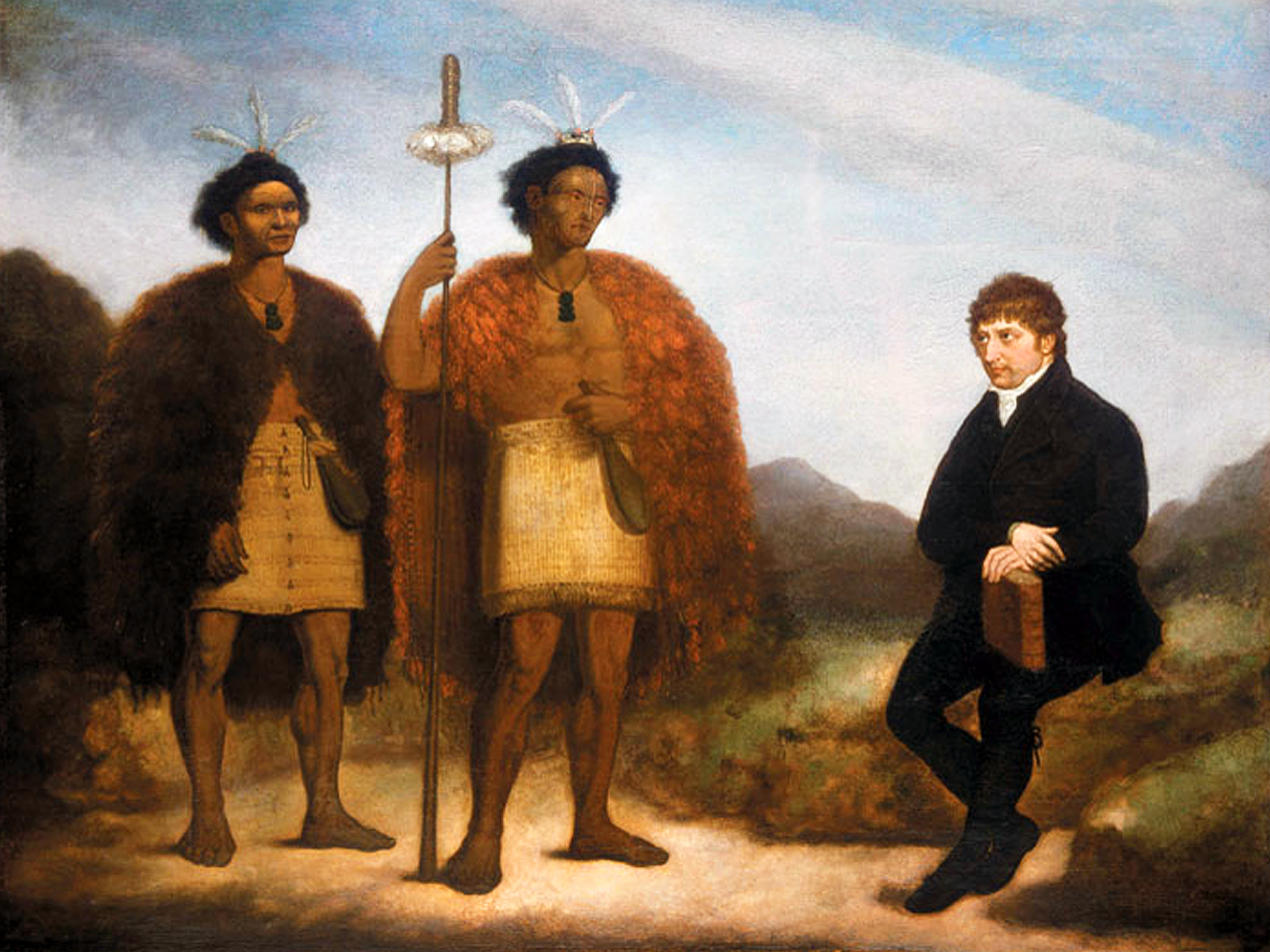
Hongi Hika (m.) zusammen mit Thomas Kendall (r.) und dem Māori-Chief Waikato (l.) (1820)

1822 reiste Hongi Hika zusammen mit dem Māori-Chief Waikato und dem Missionar Thomas Kendall nach London. Auf Einladung Kendalls halfen beide Māori-Chiefs dem Oriental-Linguisten der Cambridge University, Professor Samuel Lee bei der ersten nahezu vollständigen Beschreibung der Maorischen Sprache auf Englisch. Das Werk A Grammar and Vocabulary of the Language of New Zealand wurde noch im selben Jahr von der CMS in London veröffentlicht.
Hongi Hika zeigte bei seinem Besuch in London und in Cambridge großes Interesse an britischer Kunst, an Handwerk und an der britischen Militärorganisation. Überall wo er auftrat, bekam er große Aufmerksamkeit geschenkt und in Respekt eine Audienz bei Georg IV. Der übergab ihm ein Kettenhemd und einige Musketen als Geschenk, wobei letztere aber seinen Bedarf bei weitem nicht decken konnten. In London und auf der Rückreise über Sydney beschaffte er sich reichlich Waffen und Munition.
Kurz nach seiner Rückkehr am 11. Juli 1821 in die Bay of Islands mobilisierte er etwa 2.000 seiner Krieger gegen die Thames-Stämme, um den Tod seines Schwiegersohns zu rächen. Bewaffnet mit rund 1.000 Musketen töteten sie den Anführer der Stämme, Te Hinaki und etwa 2.000 seiner Krieger. Auch Frauen und Kinder ließen sie nicht aus. In Folge befand er sich fast ständig auf Kriegszügen, führte 1825 eine weitere Revanche gegen die Ngāti Whatua aus, mit über 1.000 Opfern auf der gegnerischen Seite. Er selbst sprach von nur 100 Getöteten. Auf seiner Seite hatte er allerdings den Tod seines Sohnes zu beklagen, was ihn in der Verfolgung der Ngāti Whatua aus Rache nicht ruhen ließ und in seiner Gefolgschaft schließlich zu Unmut führte.
1826 entschied er von Waimate nach Whangaroa zu ziehen. Die Ngati Uru und Ngati Pou hatten dort eine Brig überfallen und belästigten die Wesleyan Mission mit Drohungen und Diebstählen. Hongi Hika, der an einem guten Verhältnis zu den Europäern interessiert war, versuchte in der Gegend seine Ordnung wiederherzustellen. Bei einem Gefecht bei Mangamuka, nahe Hokianga Harbour im Januar 1828 wurde er von einer Kugel in der Lunge getroffen. Knapp zwei Monate später erlag er seinen Verletzungen in Whangaroa und starb am 6. März 1828.

## Werke
- Thomas Kendall, Samuel Lee: A Grammar and Vocabulary of the Language of New Zealand. Church Missionary Society, London 1820 (englisch, Auch wenn Hongi Hika in der Veröffentlichung namentlich nicht als Autor genannt wurde, wäre das Werk ohne seine Mitarbeit so nicht entstanden.).